# Округ Лукас (Охајо)
Округ Лукас (енгл. Lucas County) је округ у америчкој савезној држави Охајо.

## Демографија
По попису из 2010. године број становника је 441.815, што је 13.239 (-2,9%) становника мање него 2000. године.
| Група             | 2000.           | 2010.           |
| Белци             | 343.146 (75,4%) | 313.596 (71,0%) |
| Афроамериканци    | 77.268 (17,0%)  | 83.926 (19,0%)  |
| Азијати           | 5.527 (1,2%)    | 6.764 (1,5%)    |
| Хиспаноамериканци | 20.670 (4,5%)   | 26.974 (6,1%)   |
| Укупно            | 455.054         | 441.815         |